# Blood in the Mobile
Blood in the Mobile ist ein dänischer Dokumentarfilm aus dem Jahr 2010. Der Film ist von Frank Piasecki Poulsen. Der Film thematisiert das Problem der Konfliktmineralien und ihre vermutete Nutzung bei der Herstellung von Mobiltelefonen. Exemplarisch setzt er sich mit der Firmenpolitik Nokias auseinander, dessen Vertreter ebenso interviewt werden wie Vertreter aus Wissenschaft, Politik und Nicht-Regierungs-Organisationen. Der Film zeigt auch die Arbeitsbedingungen in der Mine im Ort Bisie (Territorium Walikale) im Osten der Demokratischen Republik Kongo.
Der Film kam am 1. September 2010 in Dänemark in die Kinos.

## Kritik
„Eine reportageartige Dokumentation über die ausbeuterischen Bedingungen, unter denen im Kongo Koltan abgebaut wird, ein Metall, das für Mobiltelefone unentbehrlich ist. […] Sich als naiven Fragesteller in Szene setzend, spürt der Filmemacher beim Handyhersteller Nokia sowie im Kongo den Hintergründen nach und legt Unrechtsstrukturen in der globalisierten Weltwirtschaft offen.“